# Rhythmatic Eternal King Supreme
Albums de Reks
More Grey Hairs
(2009) Straight, No Chaser
(2012)
Rhythmatic Eternal King Supreme est le cinquième album studio de Reks, sorti le 8 mars 2011.
L'album s'est classé 41e au Top Heatseekers et 72e au Top R&B/Hip-Hop Albums.
Bien accueilli par la plupart des critiques, il a été nommé pour l'« album hip-hop de l'année » aux Boston Music Awards.

## Liste des titres
| No  | Titre                                                       | Contient un (des) sample(s) de                                                                                              | Durée |
| --- | ----------------------------------------------------------- | --- | ----- |
| 1.  | 25th Hour (Produit par DJ Premier)                          | One Love de Nas featuring Q-Tip Unfucwitable de The Lady of Rage Oh Girl du Young-Holt Unlimited Terror Era de Terror Squad | 4:12  |
| 2.  | Thin Line (Produit par Pete Rock)                           | Theme From 'Hotel' de John Keating Friend or Foe de Jay-Z                                                                   | 3:22  |
| 3.  | Limelight (Produit par Nottz)                               | | 3:47  |
| 4.  | Kill Em (Produit par Sean C & LV)                           | Drink de Dorothy Ashby | 3:15  |
| 5.  | This or That (Produit par Statik Selektah)                  | | 3:26  |
| 6.  | Why Cry (featuring Styles P – Produit par The Alchemist)    | Urizen de David Axelrod Take the Money and Run de Steve Miller Band                                                         | 3:21  |
| 7.  | Face Off (featuring Termanology – Produit par Sha Money XL) | | 4:02  |
| 8.  | The Wonder Years (Produit par Hi-Tek)                       | Another Year Away de Roger O'Donnell                                                                                        | 3:59  |
| 9.  | This Is Me (featuring DJ Corbert – Produit par Mike Frey)   | | 3:26  |
| 10. | Mr. Nobody (Produit par Statik Selektah)                    | The Rain Don't Last de Hope                                                                                                 | 4:27  |
| 11. | The Underdog (Produit par Blaze P)                          | Suicidal Thoughts de The Notorious B.I.G. featuring Puff Daddy                                                              | 3:24  |
| 12. | U Know (featuring Freeway – Produit par Hi-Tek)             | | 4:46  |
| 13. | Cigarettes (featuring Lil' Fame – Produit par Fizzy Womack) | Don't Stop Playing Our Song de Lamont Dozier                                                                                | 4:21  |
| 14. | Mascara (The Ugly Truth) (Produit par Statik Selektah)      | Do You Finally Need a Friend de Terry Callier                                                                               | 3:40  |
| 15. | Like a Star (Produit par Statik Selektah)                   | I'm Gonna Love You Just a Little More Baby de Barry White Book of Rhymes de Nas                                             | 3:52  |
| 16. | Self Titled (Produit par Statik Selektah)                   | Children's Story de Slick Rick Juicy de The Notorious B.I.G. How Can It Be de Reks Destroy & Rebuild de Nas                 | 3:20  |